# Jamga Ruderwadi, Aland
Jamga Ruderwadi là một làng thuộc tehsil Aland, huyện Gulbarga, bang Karnataka, Ấn Độ.